# 이화수
이화수(李和洙, 1953년 1월 5일 ~ )는 대한민국 정치인이다. 한국노동조합총연맹에서 활동하고 제18대 총선에서 안산 상록구갑에 출마해 제18대 국회의원으로 당선되었다.

## 학력
- 1966년 진위국민학교 졸업
- 1968년 진위중학교 졸업
- 1971년 안양공업고등학교 졸업
- 2009년 한경국립대학교 행정학 학사

## 경력
- 1996년: 전국화학노동조합연맹 경기남부본부 본부장
- 경기노총 장학문학재단 이사장
- 2001년: 한국노동조합총연맹 평택지역지부 의장
- 2003년 2월 ~ 2009년 2월: 한국노동조합총연맹 경기지역본부 의장
- 2005년: 수원지방법원 노동전문 조정위원
- 2006년: 경기도 지방고용심의회 위원
- 2006년: 경기도 외국인투자유치단 위원
- 2008년 1월: 대통령 취임준비위원회 자문위원
- 2014년 3월: 새누리당 경기도당 안산시상록구갑 당원협의회 운영위원장
- 2017년: 바른정당
- 2017년 11월: 자유한국당
- 2018년 1월 ~ 2018년 9월: 자유한국당 경기도당 안산시상록구갑 당원협의회 운영위원장
- 자유한국당 경기도당 정책개발본부장
- 2018년 12월 : 자유한국당 경기도당 안산시상록구(갑) 당협위원장
- 2022년 11월 ~ 2023년 11월: 안산 도시개발 대표이사 사장
- 대한민국헌정회 환경노동위원회 위원장

## 의정활동
- 2008년 5월 ~ 2012년 5월: 제18대 한나라당 → 새누리당 국회의원(경기 안산 상록구갑)
- 2008년 8월: 제18대 국회 여성위원회 위원
- 2008년 8월: 제18대 국회 환경노동위원회 위원
- 국회 민생정치연구회 공동대표
- 정몽준 한나라당 대표 특보
- 한나라당 인재영입위원회 위원
- 한나라당 중앙노동위원회 수석부위원장
- 한나라당 경기도당 남부권 당원협의회 본부장
- 한나라당 안산 상록구갑 당원협의회 위원장
- 한나라당 경기도당 노동위원회 자문위원
- 2010년 6월: 18대 후반기 국회 지식경제위원회 의원
- 2010년 6월: 제18대 국회 예산결산특별위원회 위원
- 한나라당 중앙노동위원장
- 2011년 5월 ~ 2012년 2월: 한나라당 원내부대표
- 2012년 2월: 새누리당 원내부대표

## 수상
- 1994년 대통령 표창
- 2004년 철탑산업훈장 수훈
- 2008년 입법발의 우수의원 수상
- 2008년 우수 국회의원 연구단체 수상(민생정치연구회)
- 2009년 본회의 참여 우수 국회의원 수상
- 2009년 법안표결 참여율 우수의원 수상

## 역대 선거 결과
|  | 38.50% |

|  | 28.79% |

## 같이 보기
- 안산시 상록구 갑
- 안산시 상록구의 국회의원